# Waltzing with Zoe
Waltzing with Zoe è un album di Bob Brookmeyer pubblicato nel 2002 dalla Challenge Records.
Il disco fu registrato il 6 e 8 gennaio del 2001 al "Wisseloord Studio" a Hilversum nei Paesi Bassi.

## Tracce
1. Seesaw – 9:29 (Bob Brookmeyer, Cy Coleman)
2. Child at Play – 10:42 (Bob Brookmeyer)
3. For Maria – 6:47 (Bob Brookmeyer)
4. Waltzing with Zoe – 12:43 (Bob Brookmeyer)
5. Fireflies – 10:14 (Bob Brookmeyer)
6. K.P. '94 – 7:42 (Bob Brookmeyer)
7. Swetie – 7:01 (Bob Brookmeyer)
8. American Tragedy – 8:07 (Bob Brookmeyer)

## Musicisti
- Bob Brookmeyer - trombone a pistoni
- Edward Partyka - trombone basso
- Nils Van Haften - clarinetto, clarinetto basso, sassofono tenore
- Oliver Leicht - clarinetto, flauto, sassofono alto, sassofono soprano
- Marko Lackner - clarinetto, flauto, sassofono alto, sassofono soprano
- Edgar Herzog - clarinetto basso, clarinetto, sassofono baritono
- Matthias Erlewein - clarinetto, sassofono tenore
- Thorsten Beckenstein - flugelhorn
- Torsten Maass - flugelhorn, tromba
- Sebastian Stempel - flugelhorn, tromba
- ric Vloeimans - flugelhorn, tromba
- Angelo Verplogen - flugelhorn, tromba
- Adrian Mears - trombone
- Jan Oosting - trombone
- Bert Pfeiffer - trombone
- Kris Goessens - pianoforte
- Achim Kaufmann - sintetizzatore
- Ingmar Heller - contrabbasso
- John Hollenbeck - batteria